# Pierre Mézerette
 (septembre 2012).
Si vous disposez d'ouvrages ou d'articles de référence ou si vous connaissez des sites web de qualité traitant du thème abordé ici, merci de compléter l'article en donnant les références utiles à sa vérifiabilité et en les liant à la section « Notes et références ».
Pierre Mézerette est un réalisateur français né le 14 janvier 1979. Il est le fils de Dominique Mézerette et  Marie-Claire Mézerette. 
En 1992, il est acteur dans le film Le Jeune Werther de Jacques Doillon. 
En 2004, il réalise le film-documentaire Tuez-les tous ! avec David Hazan et Raphaël Glucksmann sur le génocide au Rwanda, qui obtient le Prix Michel Mitrani au Festival de Biarritz 2005.